# Grand Prix Formule 1 van Italië 2010

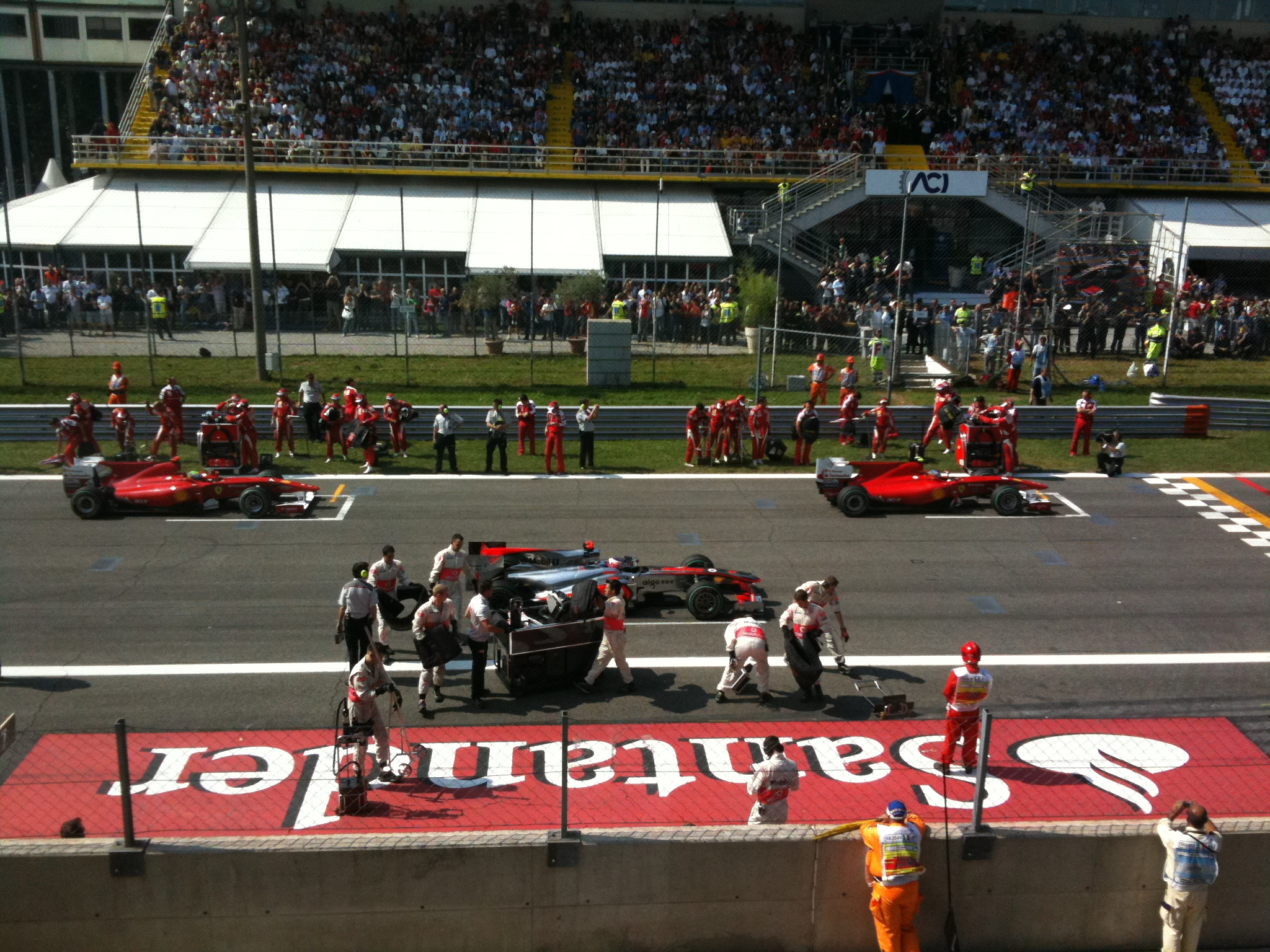
Zoals ze op de startgrid stonden, zo kwamen ze op Monza ook aan de finish: Fernando Alonso voor Jenson Button en Felipe Massa, tot groot genoegen van de Italiaanse fans.

De Grand Prix Formule 1 van Italië 2010 werd verreden op 12 september 2010. De race vond plaats op het Autodromo Nazionale Monza.
Ferrari-coureur Fernando Alonso wist tijdens de kwalificatietraining de snelste tijd op de klok te brengen. Hij pakte dus poleposition, voor Jenson Button en Felipe Massa. Voor de eerste maal in het seizoen 2010 was er geen Red Bull Racing-coureur in de top-drie terug te vinden en het was voor de tweede maal dat er geen Red Bull op poleposition stond.
Tijden de race wist Fernando Alonso zijn poleposition te verzilveren en reed naar de overwinning. Hij won voor Jenson Button en Felipe Massa. Door de uitval van Lewis Hamilton in de eerste ronde heroverde Mark Webber de eerste plaats in de tussenstand van het kampioenschap.

## Kwalificatie
| Pos | No | Coureur            | Constructeur         | Q1       | Q2       | Q3       | Grid |
| --- | -- | ------------------ | -------------------- | -------- | -------- | -------- | ---- |
| 1   | 8  | Fernando Alonso    | Ferrari              | 1:22.646 | 1:22.297 | 1:21.962 | 1    |
| 2   | 1  | Jenson Button      | McLaren-Mercedes     | 1:23.085 | 1:22.354 | 1:22.084 | 2    |
| 3   | 7  | Felipe Massa       | Ferrari              | 1:22.421 | 1:22.610 | 1:22.293 | 3    |
| 4   | 6  | Mark Webber        | Red Bull-Renault     | 1:23.431 | 1:22.706 | 1:22.433 | 4    |
| 5   | 2  | Lewis Hamilton     | McLaren-Mercedes     | 1:22.830 | 1:22.394 | 1:22.623 | 5    |
| 6   | 5  | Sebastian Vettel   | Red Bull-Renault     | 1:23.235 | 1:22.701 | 1:22.675 | 6    |
| 7   | 4  | Nico Rosberg       | Mercedes             | 1:23.529 | 1:23.055 | 1:23.027 | 7    |
| 8   | 10 | Nico Hülkenberg    | Williams-Cosworth    | 1:23.516 | 1:22.989 | 1:23.037 | 8    |
| 9   | 11 | Robert Kubica      | Renault              | 1:23.234 | 1:22.880 | 1:23.039 | 9    |
| 10  | 9  | Rubens Barrichello | Williams-Cosworth    | 1:23.695 | 1:23.142 | 1:23.328 | 10   |
| 11  | 14 | Adrian Sutil       | Force India-Mercedes | 1:23.493 | 1:23.199 |          | 11   |
| 12  | 3  | Michael Schumacher | Mercedes             | 1:23.840 | 1:23.388 |          | 12   |
| 13  | 23 | Kamui Kobayashi    | BMW Sauber-Ferrari   | 1:24.273 | 1:23.659 |          | 13   |
| 14  | 16 | Sébastien Buemi    | Toro Rosso-Ferrari   | 1:23.744 | 1:23.681 |          | 14   |
| 15  | 12 | Vitaly Petrov      | Renault              | 1:24.086 | 1:23.819 |          | 20   |
| 16  | 17 | Jaime Alguersuari  | Toro Rosso-Ferrari   | 1:24.083 | 1:23.919 |          | 15   |
| 17  | 22 | Pedro de la Rosa   | BMW Sauber-Ferrari   | 1:24.442 | 1:24.044 |          | 16   |
| 18  | 18 | Jarno Trulli       | Lotus-Cosworth       | 1:25.540 |          |          | 17   |
| 19  | 19 | Heikki Kovalainen  | Lotus-Cosworth       | 1:25.742 |          |          | 18   |
| 20  | 15 | Vitantonio Liuzzi  | Force India-Mercedes | 1:25.774 |          |          | 19   |
| 21  | 24 | Timo Glock         | Virgin-Cosworth      | 1:25.934 |          |          | 24   |
| 22  | 25 | Lucas di Grassi    | Virgin-Cosworth      | 1:25.974 |          |          | 21   |
| 23  | 21 | Bruno Senna        | HRT-Cosworth         | 1:26.847 |          |          | 22   |
| 24  | 20 | Sakon Yamamoto     | HRT-Cosworth         | 1:27.020 |          |          | 23   |

## Race
| Pos | No | Coureur            | Constructeur         | Ronden | Tijd/Oorzaak uitval | Grid | Punten |
| --- | -- | ------------------ | -------------------- | ------ | ------------------- | ---- | ------ |
| 1   | 8  | Fernando Alonso    | Ferrari              | 53     | 1:16:24.572         | 1    | 25     |
| 2   | 1  | Jenson Button      | McLaren-Mercedes     | 53     | +2.938              | 2    | 18     |
| 3   | 7  | Felipe Massa       | Ferrari              | 53     | +4.223              | 3    | 15     |
| 4   | 5  | Sebastian Vettel   | Red Bull-Renault     | 53     | +28.196             | 6    | 12     |
| 5   | 4  | Nico Rosberg       | Mercedes             | 53     | +29.942             | 7    | 10     |
| 6   | 6  | Mark Webber        | Red Bull-Renault     | 53     | +31.276             | 4    | 8      |
| 7   | 10 | Nico Hülkenberg    | Williams-Cosworth    | 53     | +32.812             | 8    | 6      |
| 8   | 11 | Robert Kubica      | Renault              | 53     | +34.028             | 9    | 4      |
| 9   | 3  | Michael Schumacher | Mercedes             | 53     | +44.948             | 12   | 2      |
| 10  | 9  | Rubens Barrichello | Williams-Cosworth    | 53     | +1:04.213           | 10   | 1      |
| 11  | 16 | Sébastien Buemi    | Toro Rosso-Ferrari   | 53     | +1:05.056           | 14   |        |
| 12  | 15 | Vitantonio Liuzzi  | Force India-Mercedes | 53     | +1:06.106           | 19   |        |
| 13  | 12 | Vitaly Petrov      | Renault              | 53     | +1:18.919           | 20   |        |
| 14  | 22 | Pedro de la Rosa   | BMW Sauber-Ferrari   | 52     | +1 ronde            | 16   |        |
| 15  | 17 | Jaime Alguersuari  | Toro Rosso-Ferrari   | 52     | +1 ronde            | 15   |        |
| 16  | 14 | Adrian Sutil       | Force India-Mercedes | 52     | +1 ronde            | 11   |        |
| 17  | 24 | Timo Glock         | Virgin-Cosworth      | 51     | +2 ronden           | 24   |        |
| 18  | 19 | Heikki Kovalainen  | Lotus-Cosworth       | 51     | +2 ronden           | 18   |        |
| 19  | 20 | Sakon Yamamoto     | HRT-Cosworth         | 51     | +2 ronden           | 23   |        |
| 20  | 25 | Lucas di Grassi    | Virgin-Cosworth      | 51     | +2 ronden           | 21   |        |
| DNF | 18 | Jarno Trulli       | Lotus-Cosworth       | 46     | Motor               | 17   |        |
| DNF | 21 | Bruno Senna        | HRT-Cosworth         | 11     | Technisch           | 22   |        |
| DNF | 2  | Lewis Hamilton     | McLaren-Mercedes     | 0      | Ongeval             | 5    |        |
| DNF | 23 | Kamui Kobayashi    | BMW Sauber-Ferrari   | 0      | Versnellingsbak     | Pit  |        |

1921 · 1922 · 1923 · 1924 · 1925 · 1926 · 1927 · 1928 · 1931 · 1932 · 1933 · 1934 · 1935 · 1936 · 1937 · 1938 · 1947 · 1948 · 1949 · 1950 · 1951 · 1952 · 1953 · 1954 · 1955 · 1956 · 1957 · 1958 · 1959 · 1960 · 1961 · 1962 · 1963 · 1964 · 1965 · 1966 · 1967 · 1968 · 1969 · 1970 · 1971 · 1972 · 1973 · 1974 · 1975 · 1976 · 1977 · 1978 · 1979 · 1980 · 1981 · 1982 · 1983 · 1984 · 1985 · 1986 · 1987 · 1988 · 1989 · 1990 · 1991 · 1992 · 1993 · 1994 · 1995 · 1996 · 1997 · 1998 · 1999 · 2000 · 2001 · 2002 · 2003 · 2004 · 2005 · 2006 · 2007 · 2008 · 2009 · 2010 · 2011 · 2012 · 2013 · 2014 · 2015 · 2016 · 2017 · 2018 · 2019 · 2020 · 2021 · 2022 · 2023 · 2024 · 2025